# Бос, Тео
Тео Бос (нидерл. Theo Bos; род. 22 августа 1983 в Хирдене, муниципальный район  Хардервейк, Нидерланды) — нидерландский профессиональный  трековый и шоссейный велогонщик. Серебряный призёр Олимпийских игр (2004), пятикратный чемпион мира на треке (2004, 2005, 2006 (2), 2007). Брат конькобежца и велогонщика Яна Боса.

## Достижения

### Трек
2001
1-й  Чемпион мира - Гит на 1 км (юниоры)
2002
1-й  - Чемпион Европы — Кейрин U23
2-й - Чемпионат Европы — Гит на 1 км U23
2-й - Чемпионат Европы — Спринт U23
2003
1-й  - Чемпион Европы — Гит на 1 км U23
1-й  - Чемпион Европы — Спринт U23
1-й  - Чемпион Нидерландов — Гит на 1 км
1-й  - Чемпион Нидерландов — Спринт
2-й - Чемпионат Европы — Кейрин U23
2-й - Кубок мира, Москва — Гит на 1 км
2004
1-й  Чемпион мира — Спринт
1-й  - Чемпион Нидерландов — Спринт
1-й  - Чемпион Нидерландов — Кейрин
1-й - Кубок мира, Москва — Гит на 1 км
2-й  - Олимпийские игры — Спринт
2-й - Кубок мира, Манчестер — Гит на 1 км
2-й - Кубок мира,  Москва — Командный спринт
3-й  Чемпионат мира — Гит на 1 км
2005
1-й  Чемпион мира — Гит на 1 км
1-й - Кубок мира, Лос-Анджелес — Гит на 1 км
1-й - Кубок мира, Лос-Анджелес — Командный спринт
1-й - Кубок мира, Манчестер — Спринт
1-й - Кубок мира, Сидней — Спринт
1-й - Кубок мира, Сидней — Кейрин
2-й  Чемпионат мира — Командный спринт
2-й - Кубок мира, Манчестер — Командный спринт
2006
1-й  Чемпион мира — Спринт
1-й  Чемпион мира — Кейрин
1-й  - Чемпион Нидерландов — Спринт
1-й  - Чемпион Нидерландов — Кейрин
1-й - Кубок мира, Москва — Спринт
1-й - Кубок мира, Сидней — Кейрин (2006–1)
1-й - Кубок мира, Сидней — Кейрин (2006–2)
1-й - Кубок мира, Сидней — Командный спринт (2006–1)
2-й - Кубок мира,  Москва — Командный спринт
2-й - Кубок мира, Сидней — Командный спринт (2006–2)
2007
1-й  Чемпион мира — Спринт
1-й  - Чемпион Нидерландов — Спринт
1-й  - Чемпион Нидерландов — Кейрин
1-й - Masters of Sprint
1-й - Rotterdam Sprint Cup
2-й  Чемпионат мира — Кейрин
2008
3-й  Чемпионат мира — Командный спринт
2010
1-й  - Чемпион Нидерландов — Мэдисон (вместе с Петером Шепом)
2011
3-й  Чемпионат мира — Мэдисон (вместе с Петером Шепом)
2012
2-й - Чемпионат Нидерландов — Гит на 1 км
2015
1-й  - Чемпион Нидерландов — Гит на 1 км
1-й  - Чемпион Нидерландов — Спринт
2016
2-й  Чемпионат мира — Гит на 1 км
2017
1-й  - Чемпион Нидерландов — Командный спринт
2-й - Кубок мира, Манчестер — Командный спринт
2018
1-й - Кубок мира, Минск — Командный спринт
1-й - Чемпионат мира — Гит на 1 км
3-й - Кубок мира, Минск — Спринт

### Шоссе
2009
1-й — Пролог и этапы 1, 2 и 4 Тур Олимпии
1-й — Ronde van Noord-Holland
1-й — Omloop der Kempen
3-й — Ronde van Overijssel
4-й — Классика Бевербека
2010
1-й — Классика Альмерии
1-й — Этап 5 Вуэльта Мурсии
Вуэльта Кастилии и Леона
1-й — Этапы 1 и 2
1-й — Очковая классификация
2011
1-й — Этапы 1 и 3 Тур Омана
1-й — Тур де Рейке
1-й — Этап 6 Тур Дании
1-й — Классика Арнем — Венендал
2-й — Дельта Тур Зииланд
8-й — Схелдепрейс
2012
1-й — Путешествие по Дренте
1-й — Классика Арнем — Венендал
1-й — Мемориал Рика Ван Стенбергена
1-й — Этапы 1 и 8 Тур Турции
1-й — Этап 3 Энеко Тур
1-й — Этап 2 Классика мировых портов
3-й — Классика Альмерии
3-й — Схелдепрейс
2013
1-й — Этапы 2, 3, 4, 5, 7 и 9 Тур Хайнаня
1-й — Этапы 1 и 2 Тур Лангкави
1-й — Этап 2 Вольта Алгарви
1-й — Этап 1 Критериум Интернациональ
1-й — Этап 3 Тур Норвегии
1-й — Этап 2 Стер ЗЛМ Тур
8-й — Схелдепрейс
9-й — Ronde van Zeeland Seaports
2014
1-й  Классика мировых портов — Генеральная классификация
1-й  — Очковая классификация
1-й — Ronde van Zeeland Seaports
1-й — Этапы 2, 7, 8 и 9 Тур Лангкави
1-й — Этап 3 Тур Польши
1-й — Этап 4 Тур Альберты
2-й — Хандзаме Классик
3-й — Тур де Еврометрополь — Генеральная классификация
1-й — Этап 3

## Статистика выступлений

### Гранд-туры
| Гонка           | 2010 | 2011 | 2012 | 2013 |
| --------------- | ---- | ---- | ---- | ---- |
| Джиро д'Италия  | —    | —    | НФ   | —    |
| Тур де Франс    | —    | —    | —    | —    |
| Вуэльта Испании | НФ   | —    | —    | —    |

| —  | Не участвовал  |
| НФ | Не финишировал |